# ReTo (rapper)
ReTo, pseudonimo di Igor Bugajczyk (Piastów, 23 aprile 1995), è un rapper polacco.

## Biografia
Inizia a rappare all'età di 16 anni, pubblicando il suo primo mixtape To ten inny. La sua fama aumenta nel 2016, con la pubblicazione del mixtape Damn, nonché dell'EP Good7uck. Il 10 novembre 2017 pubblica il suo primo album in studio, dal titolo Kruk.
Nel 2018 è la volta del secondo album Boa, caratterizzato dalla presenza dei rapper Quebonafide, ZetHa, Guzior, Avi, Louis Villain e Jano Polska Wersja. Il disco raggiunge la prima posizione nella classifica polacca. Il 21 aprile 2020 è la volta di 420024, album collaborativo con il rapper Borixon. Nel 2021 pubblica l'album W samo południe, in seguito certificato disco di diamante.
Nel 2022 pubblica l'album Bon appetit insieme a ZetHa, seguito nel 2023 da Styxxx, contenente collaborazioni con Kaz Bałagane, Białas, Słoń, Kronkel Dom, Young Igi e Kizo.

## Discografia

### Album in studio
- 2017 – Kruk
- 2018 – Boa
- 2020 – 420024 (con Borixon)
- 2021 – W samo południe
- 2022 – Bon appetit (con ZetHa)
- 2023 – Styxxx
- 2025 – Igor

### Mixtape
- 2011 – To ten inny
- 2014 – Moonlight
- 2016 – Damn

### EP
- 2016 – Good7uck